# بخش مرکزی شهرستان فنوج
بخش مرکزی یکی از بخش‌های شهرستان فنوج در استان سیستان و بلوچستان ایران است.

## جمعیت
بر پایه سرشماری عمومی نفوس و مسکن در سال ۱۳۹۵، جمعیت این بخش ۳۴٬۶۴۳ نفر بوده‌است.

## تقسیمات کشوری
- بخش مرکزی شهرستان فنوج
  - دهستان فنوج
  - دهستان مسکوتان

شهر: فنوج